# ABUS

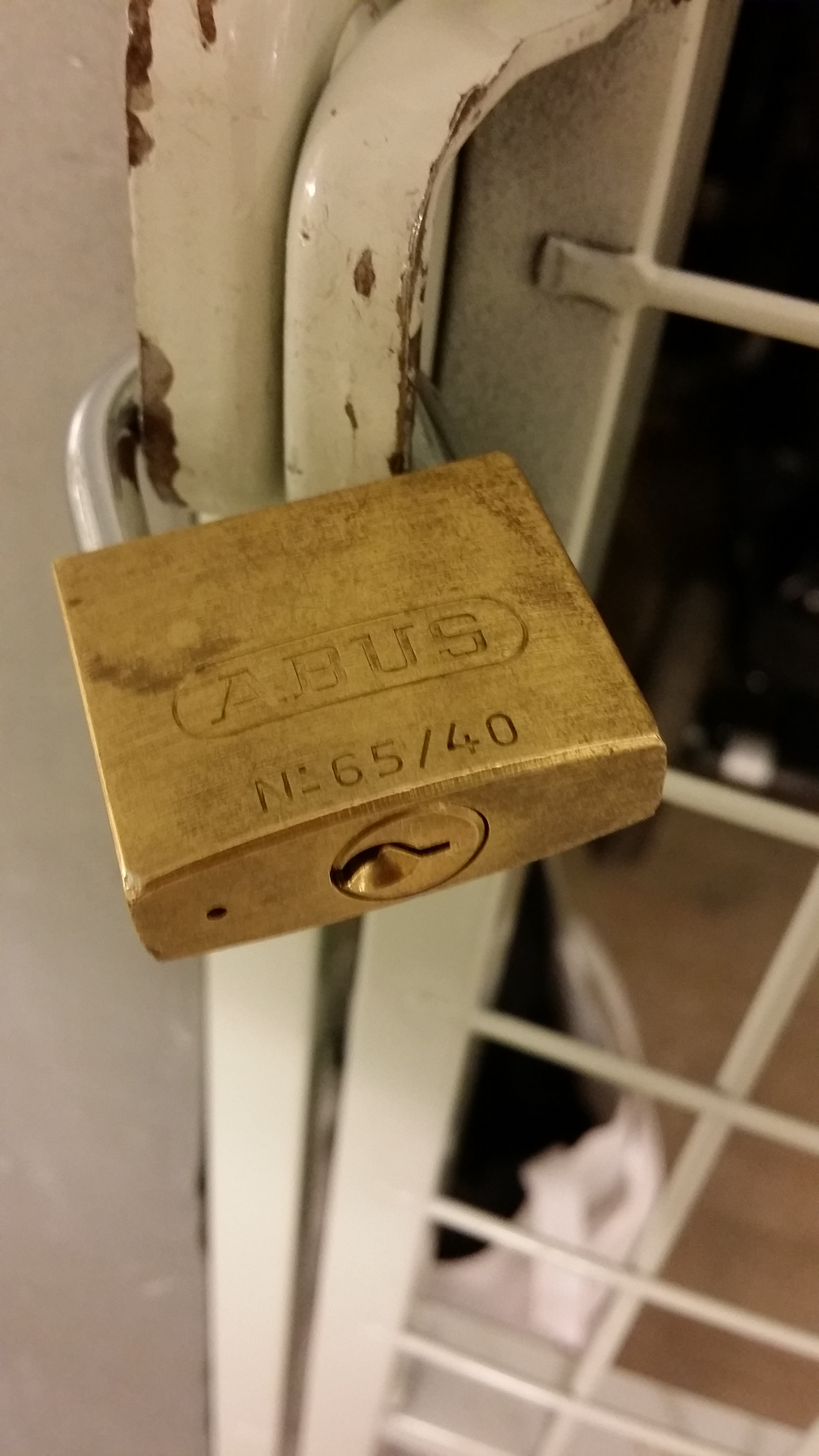
Kłódka ABUS 65/40

Logo ABUS

ABUS – niemieckie przedsiębiorstwo zajmujące się produkcją zabezpieczeń. Założone w 1924 roku w Wetter, Nadrenia Północna-Westfalia w przez Augusta Bremickera.
Nazwa ABUS jest akronimem od August Bremicker und Söhne (z niem. August Bremicker i synowie”).
Przedsiębiorstwo pod firmą ABUS August Bremicker Söhne Kommanditgesellschaft do dzisiaj pozostaje w rękach rodziny Bremicker.
Początkowo zajmowało się produkcją zamków i kłódek. Z czasem rozwinęło swą ofertę o produkcję zabezpieczeń, wideonadzoru, sprzętu rowerowego, systemów alarmowych, systemów klucza generalnego, kontroli dostępu, techniki do inteligentnego budynku i innych.
Rodzina Bremicker jest członkiem Braci plymuckich, co też rzutuje na działalność przedsiębiorstwa.

## WWW
- http://www.abus.com